# Respect и Уважуха
«Respect и Уважуха» — первый студийный альбом резидента «Comedy Club» Павла Воли, выпущенный 4 декабря 2007 года на лейбле «CD Land».
На 5 композиций с альбома были сняты видеоклипы:
- Все будет Офигенно
- Маме!
- Барвиха
- Наша Russia
- Поезда-то...

## Рецензии
Когда Воля юморит, он крут. „Если ты хочешь продавать четыре диска в год, конечно лучше рэп“. Но повествовательные треки, треки-размышления, попытки рефлексировать — все это выходит у него ощутимо хуже. Взять послушать „Респект и уважуху“ у соседки определенно можно. Покупать самому — точно нет. Кстати, Светлаков из „Наша Russia“ говорит на альбоме об альбоме так: „Да не может это говно стоить 500 рублей!“ Как думаете, шутит?
 — пишет Андрей Никитин на сайте Rap.ru

## Список композиций
| - Самый короткий трек в мире (ждем номинацию в книге рекордов Гиннеса) - Welcome - Альбом Real Репера - Все будет Офигенно (версия для трусов) - Петр Илич (чивиивиивиковский) - Zдравствуйте - Тя! - Шоу-биzz - Барвиха - Но можно… - С ноутбука - Маме! - Сразу же ReMiX Маме! - Не гангста - Наша Russia - Внимание! Пустой трек! | - Внимание! Пустой трек! - Офигенно (ремейк) - Ца! - Витя и мама - Какое никакое (Ау) - Поезда-то - Шоу-биzzz (ремейк) - Поливальная машина - П. В. In DA House - Ох**енно - Продвинутые города (провинциальное техно) - Мультиинструменталисты - Respect и Уважуха |